# باشگاه فوتبال بنی یهودا تل آویو
باشگاه فوتبال بنی یهودا تل آویو (عبری: מועדון כדורגל בני יהודה תל אביב‎) یک باشگاه فوتبال است که در شهر تل آویو کشور اسرائیل پایه‌گذاری شده‌است.